# Agathon Jean François Fain
Agathon Jean François Fain (Parigi, 11 gennaio 1778 – Parigi, 16 settembre 1837) è stato un politico, storico e nobile francese.

## Biografia
Nato a Parigi, Fain iniziò la propria carriera pubblica durante il Direttorio, quando divenne capo di un dipartimento di stato. Durante il Consolato fu segretario di stato nel dipartimento degli archivi. Nel 1806 venne nominato segretario ed archivista del cabinet particulier dell'imperatore, seguendo Napoleone nelle sue campagne e nei suoi viaggi. Fu creato barone dell'Impero nel 1809.
Costretto con la seconda restaurazione borbonica a ritirarsi a vita privata, si dedicò alla storiografia. Pubblicò quindi vari manoscritti, fra cui Manuscrit de l'an 1814, contenant l'histoire des six derniers mois du régime de Napoléon (1823); Manuscrit de l'an 1814, trouvé dans les voitures impériales prises à Waterloo (Parigi, 1823); Manuscrit de l'an 1813, contenant le précis des évènements de cette année pour servir à l'histoire de l'empereur Napoléon (1824); Manuscrit de l'an 1812 (1827) e Manuscrit de l'an III (1794-95), contenant les premieres transactions de l'Europe avec la république française et le tableau des derniers governements du régime conventionnel (1828), tutte opere di notevole interesse storico per l'analisi del periodo napoleonico.
Importante è stato anche il manoscritto Mémoires du Baron Fain, Premier Secrétaire du Cabinet de l'Empereur, che venne pubblicato postumo nel 1908 e che riguardava in particolare gli ultimi cinque anni dell'impero di Napoleone, con dettagli sulla corrispondenza dell'imperatore.
Immediatamente dopo la detronizzazione di Carlo X, Luigi Filippo, desideroso di legare a sé anche la nobiltà napoleonica, nominò Fain primo segretario del suo gabinetto (agosto 1830) e segretario di stato della Maison du Roi. Fu poi membro del consiglio di stato e deputato per Montargis dal 1834 alla sua morte, avvenuta a Parigi il 16 settembre 1837.